# Doris Wedlich
Doris Wedlich (* 6. Februar 1953; † 20. September 2020) war eine deutsche Zoologin.

## Leben
Nach der Promotion 1981 zum Dr. rer. nat. in Münster war sie Professorin für Zoologie und seit 2009 bis zu ihrem Ruhestand im Februar 2020 Leiterin des Bereichs I am Karlsruher Institut für Technologie.